# Pierre-Gabriel Buffardin
Pierre-Gabriel Buffardin   (Toló, 24 de març de 1693 - París, 13 de gener de 1768) fou un gran virtuós flauta francesa del barroc.
Buffardin va ser nomenat el 26 de novembre de 1715 flautista solista de la Reial Orquestra Electoral Saxona de Dresden. Buffardin va ser professor de Johann Joachim Quantz durant quatre mesos. També hi havia el germà gran de Johann Sebastian Bach, en Johann Jacob Bach, entre els seus alumnes, a qui havia conegut a Constantinoble. Von Quantz té declaracions que emfatitzen l'extraordinari virtuosisme del seu art. Buffardin devia gaudir d'una gran estima a la cort saxona, ja que el seu sou es va duplicar el 1741.
El 23 de juny de 1749 Buffardin es va retirar i aviat es va traslladar amb la seva família a París.

## Obres
L'única obra autènticament autèntica és la seva "Sonata de flauta". També se li acredita un "Concert per a la flauta en Menor", així com un altre Concert en re menor que es troba entre la música anònima de la "Dresden Hofkapelle".